# Aterno
Aterno (tidligere Aternus, efter det græske Aternos, Ατερνος) er den største flod i regionen Abruzzo i det centrale Italien. Floden kaldes Aterno på det meste af strækningen, men nær byen Popoli løber den sammen med Pescara-floden og kaldes herefter enten Aterno-Pescara eller blot Pescara.
Den har det største afvandingsareal blandt de floder, der løber ud i Adriaterhavet syd for floden Reno. Aterno har sit udspring i Appenninerbjergene ved Monti della Laga i grænseområdet mellem Abruzzo, Marche og Lazio. Den passerer flere af de største byer i Abruzzo, først Montereale, derpå L'Aquila, så Raiano, hvorefter den flyder sammen med Sagittariofloden. Lidt længere mod nordøst, ved byen Popoli, støder Pescarafloden til, og den samlede flod hedder herefter som nævnt Aterno-Pescara eller blot Pescara. Floden fortsætter forbi Chieti og munder ud i Adriaterhavet ved regionens største by Pescara. Floden længde ses både angivet som 152 og 145 km. Forskellen på syv kilometer handler om, hvor meget man regner med af udmundingen i Pescaras havn ved landtangen, der går ud i Adriaterhavet.